# Gare de Jorvas
La gare de Jorvas (en finnois : Jorvaksen rautatieasema, en suédois : Jorvas järnvägsstation) est une gare ferroviaire du transport ferroviaire de la banlieue d'Helsinki à Kirkkonummi en Finlande. 

## Situation ferroviaire
La gare est desservie par les trains de banlieue U et L. 
Elle est situee entre la Gare de Masala et la gare de Tolsa.

## Histoire
Jorvas ouvre en tant que halte dépendante de la gare de Masala en 1903.
Le bâtiment conçu par l'architecte Bruno Granholm est achevé la même année.
En 1933, le bâtiment est agrandi selon les plans de l'architecte Jarl Ungern est son aspect change alors considérablement.
À la suite de l'armistice de Moscou, en 1944, la gare de Jorvas reste dans base navale de Porkkala.  
La gare de Jorvas rouvrira quand la base sera rendue a la Finlande en août 1956.
Le trafic de marchandises sur le site de Jorvas a été arrêté en 1987 et le bâtiment du site a été démoli. À l'heure actuelle, seul reste le bâtiment de confinement des équipements, construit en 1994.

## Service des voyageurs
Les trains pour Kirkkonummi partent par la voie 1 et ceux à destination d'Helsinki par la voie 2.